# Liste des lignes de chemin de fer de Belgique

Réseau ferroviaire national en 2009. Lignes principales.

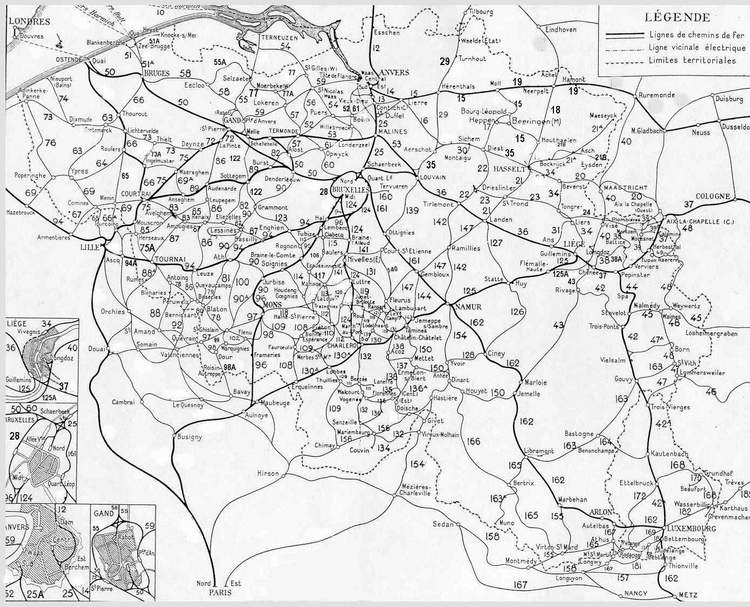
Réseau ferroviaire national en 1932.

Cette liste reprend toutes les lignes de chemin de fer du réseau national en Belgique, qui sont toutes numérotées.

## Lignes du réseau national
- Y signifie bifurcation (lieu, hors gare, où plusieurs lignes se rejoignent) ;
- BK signifie borne kilométrique.

### Lignes principales et secondaires en service
- 0 Bruxelles-Midi - Bruxelles-Nord
- 1 (LGV) : Hal – Esplechin - frontière française (vers Lille et Paris)
  - 1/1 : Y Silly – Y Beauregard
  - 1/2 : Y Patard – Y Coucou
  - 1/3 : Y Maubray – Y Antoing
- 2 (LGV) : Louvain – Ans
- 3 (LGV) : Chênée - Hammerbrück (Liaison Belgique - Allemagne)
- 4 (LGV) : Anvers - Pays-Bas
- 10 : Y Zwijndrecht-Fort – Hazop (BK 9.480)
  - 10/2 : Y Koestraat – Y Kruipin
- 11 : Y Schijn – Noordland
  - 11/1 : Y Berliwal/Anvers-Nord Bl. 10 – Y Walenhoek
- 11A : Y Stabroek – Anvers-BE (Zandvliet)
- 12 : Anvers-Central – Essen – frontière néerlandaise (vers Roosendaal)
  - 12/1 : Y Driehoekstraat – Y Sint-Mariaburg
- 13 : Kontich – Lierre (Lier)
  - 13/1 : Y Duffel – Y Lint
- 15 : Y Drabstraat – Y Zonhoven
  - 15/1 : Y Krijgsbaan – Y Aubry
- 16 : Lierre (Lier) – Y Est Triangle Aarschot
  - 16/1 : Y Sud Triangle Aarschot – Y Nord Triangle Aarschot
- 17 (nl) : Diest – Tessenderlo
- 19 : Mol – Neerpelt - frontière néerlandaise (vers Budel)
- 21 : Landen – Hasselt
  - 21/1 : Y Brugstraat – Y Gingelomstraat
- 21A : Hasselt – Genk-Marchandises (+ exploitation touristique Genk-Marchandises (BK 19.100) – As) (+ As - Maaseik : section déferrée)
  - 21A/1 : Y Boksbergheide – Y Nieuwdak
- 21B (nl) : As – Eisden (hors service)
- 21C (nl) : Genk-Marchandises – Bilzen
- 21D (nl) : Y Boksbergheide – Genk
- 24 : Y Glons – frontière allemande (vers Aix-la-Chapelle-Ouest) (Ligne de Montzen)
  - 24/1 : Visé – Y Longchamps – Y Berneau
  - 24/2 : Y Longchamps – Visé-Haut
- 25 : Bruxelles-Nord – Y Luchtbal (- Anvers-Central)
- 25N : Malines - Schaerbeek
- 26 : Schaerbeek – Hal
  - 26/1 : Y Machelen – Y Keelbeek-Nord
  - 26/2 : Y Etterbeek – Etterbeek
  - 26/3 : Y Watermael – Watermael
  - 26/4 : Etterbeek – Y Boondael
  - 26/5 : Y Linkebeek Hal – Y Linkebeek
- 26A (nl) : Schaerbeek – Y Haren-Nord
- 26B (nl) : Schaerbeek – Y Haren-Nord
- 27 : Bruxelles-Nord – Anvers-Central (temporairement hors service entre Y Sud Berchem et Anvers-Central)
  - 27/1 : Y Nord Berchem – Y Anvers-Est
  - 27/2 : Y Sud Groenenhoek – Y Nord Groenenhoek
- 27A (nl) : Y Liersesteenweg – Anvers-B.E. (faisceau Rhodésie)
  - 27A/1 : Anvers-Nord (entrée C1) – Y Muisbroek
- 27B (nl) : Y Weerde – Y Otterbeek / Y Sint-Katelijne-Waver
  - 27B/1 : Y Prinsenhoek – Y Hever
- 27C (nl) : Y Ekerse Dijk – Anvers-Nord (Bl.10)
  - 27C/1 : Anvers-Nord (Bl. G9-H9) – Y Oorderen
- 27D (nl) : Bruxelles-Nord – Schaerbeek (B.2E) (NOS)
- 27E (nl) : Y Groupe G – Schaerbeek (B.2E)
- 27F (nl) : Schaerbeek – Schaerbeek (B.2E) (ZOS)
- 28 : Schaerbeek – Bruxelles-Midi
  - 28/1 : Y Bockstael – Y Pannenhuis
  - 28/2 : Y Cureghem – Bruxelles-Petite-Ile
  - 28/3 : Y Cureghem – Y Forest-Est
- 28A (nl) : Y Pannenhuis – Bruxelles-Tour et Taxis
- 29 : Y Kruisberg – Turnhout (+ de BK 19.650 (Y Wolfstee) à Y Albertkanaal)
- 34 : Hasselt – Liège-Guillemins
- 35 : Louvain – Hasselt
  - 35/1 : Y Nord Triangle Hasselt – Y Ouest Triangle Hasselt
- 36 : Bruxelles-Nord – Liège-Guillemins
  - 36/1 : Y Keelbeek-Sud – Y Diegem-Est
  - 36/2 : Louvain – Y Molenbeek
  - 36/3 : Y Harenheide – Y Diegem-Ouest
- 36A : Y Voroux – Kinkempois
- 36C : Y Zaventem - Bruxelles-National-Aéroport
  - 36C/1 : Y Nossegem – Y Aéroport (Projet Diabolo)
- 36N : Bruxelles-Nord – Louvain
- 37 : Liège-Guillemins – Welkenraedt – frontière allemande (vers Aix-la-Chapelle)
  - 37/1 : Y Aguesses – Kinkempois
- 37A (nl) : Liège-Guillemins – Y Aguesses
- 39 : Welkenraedt – Montzen
- 40 : Y Val-Benoît – Visé – frontière néerlandaise (vers Eijsden et Maastricht)
  - 40/1: Y Aguesses – Y Garde-Dieu
- 42 : Rivage – Gouvy – frontière luxembourgeoise (vers Troisvierges et Luxembourg)
- 43 : Y Aguesses – Marloie
- 44 : Pepinster – Spa-Géronstère
- 48 :Raeren – Waimes déferré sauf entre Kalterherberg et Sourbrodt (draisines : "Exploitation touristique")
- 49 : Welkenraedt – Eupen-Raeren (Eupen-Raeren non exploité)
- 50 : Bruxelles-Nord - Liedekerke - Denderleeuw - Alost - Gand-Saint-Pierre
- 50A : Bruxelles-Midi – Ostende
  - 50A/1 : Bruxelles-Petite-Ile – Y Bruxelles-Petite-Ile
  - 50A/2 : Y Sint-Katharina-Lombeek – Denderleeuw
  - 50A/3 : Denderleeuw – Y Welle
  - 50A/4 : Y Meulewijk – Y Melle
  - 50A/5 : Y Oostkamp – Bruges
  - 50A/6 : Gand-Saint-Pierre - Y Snepbrug
- 50E (nl) : Y Melle Ouest – Gand-Saint-Pierre
- 50F (nl) : Ostende-Maritime – Ostende
- 51 : Bruges – Blankenberge
- 51A : Y Blauwe Toren – Zeebruges-Strand
  - 51A/1 : Zeebruges-Formation – Zeebruges-Dorp
- 51B : Y Dudzele – Knokke
  - 51B/1 : Bocht Terdoest
- 52 : Puurs – Y Anvers-Sud (+ exploitation touristique Termonde - Puurs)
- 53 : Schellebelle – Louvain
  - 53/1 : Y Dijlebrug – Y Holsbeek
- 53A (nl) : Y Muizen – Malines
- 54 : Y Heike – Saint-Nicolas
- 55 : Wondelgem – Zelzate – frontière néerlandaise (vers Terneuzen)
- 55A : Y Ringvaart – Langerbrugge
- 57 : Termonde – Lokeren
- 58 : Y Est Triangle Ledeberg – Gand-Dampoort – Eeklo (+ exploitation touristique entre Eeklo et Maldegem)
  - 58/1 : Y Ouest Triangle Ledeberg – Y Nord Triangle Ledeberg
  - 58/2 : Gand-Maritime – Y Muide
- 59 : Y Est Berchem – Gand-Dampoort
  - 59/1 : Anvers Central – Y Ouest Berchem
- 59B : Y Sint-Bernadettestraat – Gand-Maritime
- 60 : Jette – Termonde
- 66 : Bruges – Courtrai
  - 66/1 : Y Leiebrug – Courtrai-Marchandises
- 69 : Y Courtrai-Ouest – Poperinge
- 73 : Deinze – La Panne (+ La Panne – frontière française déferré)
- 75 : Gand-Saint-Pierre – Mouscron – frontière française (vers Tourcoing)
- 75A : Mouscron – Froyennes
- 78 : Saint-Ghislain – Tournai
- 82 : Alost – Burst
- 86 : La Pinte – Renaix (+ Renaix - Leuze déferré)
- 87 : Bassilly - Lessines - Renaix - Tournai (Ollignies-Bassily déferré)
- 89 : Denderleeuw – Y Zandberg
- 90 : Denderleeuw – Grammont – Jurbise
- 94 : Hal – Froyennes – frontière française (vers Baisieux)
- 96 : Bruxelles-Midi - Quévy – frontière française (vers Feignies)
  -     - 96/1: Y Écaussinnes – Y Soignies
    - 96/2: Y Jurbise – Y Lens

  - 96A: Bruxelles-Midi - Y Ruisbroek
  - 96B: Bruxelles-Midi - Forest-Voitures
  - 96C: Bruxelles-Midi - Forest-Voitures
  - 96E: Lot – Hal
  - 96N: Bruxelles-Midi - Hal (vers LGV 1)
- 97: Mons – Quiévrain (+ Quiévrain – Frontière française (vers Blanc-Misseron) non exploité)
- 100: Saint-Ghislain – Tertre-Carbo – Zoning industriel Hautrage-Villerot
- 106: Lembecq – Clabecq
- 108: Y Mariemont – Binche (+ Binche - Erquelinnes: section déferrée et convertie en RAVeL)
- 109: Cuesmes – Binche (tronçon Lobbes - Biesme-sous-Thuin exploité par tram vicinal touristique ASVI)
- 112: Marchienne-au-Pont – La Louvière-Centre (le tronçon Marchienne-au-Pont - Piéton a été dévié par Forchies-la-Marche)
  - 112/1: Y Martinet - Monceau-sur-Sambre
- 113: Piéton – Bascoup (+ Bascoup - Manage: section déferrée)
  - 114 : Houdeng-Goegnies - Soignies (déferré)
- 115: Quenast – Tubize – Clabecq (+ Clabecq - Ecaussinnes: section déferrée et convertie en pré-RAVeL)
- 116: Manage – La Louvière-Centre
  - 116/1: Y Familleureux – Y Bois-D'Haine
- 117: Braine-le-Comte – Luttre
- 118: La Louvière-Centre – Mons
  - 118/1: Y Saint-Vaast - Y La Paix
- 122: Y Melle – Grammont
- 123: Grammont – Enghien
- 124: Bruxelles-Midi – Charleroi-Central
- 124A (nl): Luttre – Charleroi-Central
  - 124A/1: Y La Sambre – La Sambre
- 125: Liège-Guillemins – Namur
  - 125/1: Y Borgnet – Y Leman
- 125A: Y Val-Benoît – Flémalle-Haute
- 125B (nl): Y Garde-Dieu – Kinkempois
- 125C (nl): Y Val-Benoît – Kinkempois
- 126: Statte – Marchin (Marchin- Ciney : section déferrée et convertie en RAVeL)
- 127: Statte - Moha (Moha- Landen : section déferrée et convertie en RAVeL)
- 128: Ciney – Yvoir (Exploitation touristique CFB Ciney-Evrehailles-Bauche)
- 130: Namur – Charleroi-Central
  - 130/1: Y Jemeppe-Froidmont – Y Moustier-sur-Sambre
- 130A: Charleroi-Central – Erquelinnes – Frontière française (vers Jeumont)
- 130B: Namur – Ronet (gare de triage)
- 130C (nl): Châtelet – Charleroi-Central
- 130D (nl): Y Ronet – Ronet (gare de triage)
- 132: La Sambre – Mariembourg - Treignes - frontière française (+ exploitation touristique CFV3V Mariembourg – Treignes) (le tronçon Walcourt - Mariembourg a été dévié par Philippeville et reutilise un moignon de la ligne 136)
- 134: Mariembourg – Couvin
- 139: Louvain – Ottignies
  - 139/1: Y Tivoli – Y Parkbrug
- 140: Ottignies – Marcinelle
  - 140/1: Charleroi-Ouest – Charleroi-Central
- 141: Manage – BK 2.986 (- Court-Saint-Étienne : section déferrée et convertie en RAVeL)
- 144: Gembloux – Jemeppe-sur-Sambre
- 147: (Tamines) – Auvelais – Fleurus (Ligny – Gembloux – Landen : section déferrée)
- 150: Tamines – Aisemont (BK 5.920) (+ Aisemont (BK 5.920) – Y Bouvignes non exploité) (- Y Bouvignes - Houyet : intégré à la ligne 166) (- Houyet - Jemelle : section déferrée)
- 154: Namur – Dinant – Y Neffe (+ Y Neffe – Frontière française (vers Givet) : hors service)
- 155: Marbehan – Croix-Rouge (Croix-Rouge - Virton - Montmédy : section déferrée)
- 161: Schaerbeek – Namur
  - 161/1 : Y Pont-de-la-Senne – Y Josaphat
  - 161/2 : Bruxelles-Nord – Y Josaphat
  - 161A : Tunnel Schuman-Josaphat - Bruxelles-Schuman - Watermael
  - 161B : Y Groenendael - Hippodrome (fermée et déposée)
  - 161C : La Hulpe – Genval (deviendra 161A de Watermael jusqu’à Louvain-la Neuve à terme)
  - 161D : Y Louvain-la-Neuve-Université – Louvain-la-Neuve-Université (deviendra 161A de Watermael jusqu’à Louvain-la Neuve à terme)
- 162: Namur – Arlon – Frontière luxembourgeoise (vers Kleinbettingen et Luxembourg)
- 163: Libramont – Bastogne-Nord (hors service) (- Gouvy - Saint Vith : section déferrée et convertie en RAVEL)
- 164:Bastogne-Nord - Wiltz (déferrée et convertie en RAVEL)
- 165: Libramont – Athus
  - 165/1: Y Aubange – Frontière luxembourgeoise (vers Rodange)
  - 165/2: Aubange – Frontière française (vers Mont Saint Martin)
- 166: Y Neffe – Bertrix
- 167: Y Autelbas – Athus – Frontière luxembourgeoise; la ligne 171 (vers Rodange) y a été intégrée administrativement.

### Lignes industrielles (numérotées 2xx) en service
- 202: Zeebruges – Zweedse kaai
- 202A: Ostende Formation – Zoning industriel de Plassendale
- 204: Boma – Rostijne (Gand)
- 207: Wolfstee – Zittaard (Canal Albert)
- 208: Farnese – Liefkenshoek (Port d'Anvers)
- 209: Kallo – Zwijndrecht-Zoning industriel
- 211: Kruipin – Farnese (Port d'Anvers)
- 214: Jupille – Chertal
- 216: Zuid Everstein – Everghem-L'Écluse (Gand)
- 217: Noord Everstein – Everghem-Overdam (Gand)
- 218: Tessenderlo – Paal
- 220: Noorderlaan (Anvers) – Straatsburgbrug (Anvers)
- 221: Noorderlaan (Anvers) – Lillobrug
- 222: Anvers-Noord – Oorderen
- 223: Anvers-Noord – Noordland (Zandvliet)
- 224: Anvers-Noord – Lillo
- 226: Lillo – Berendrecht
- 230: Y Bosdel – Zutendaal (Genk)
- 231: Y Termien – Genk-Zuid (Paniswijerstraat)
- 232: Y Kaatsbeek – Genk-Zuid (Eikelaarstraat) (usine Ford)
- 249: Trazegnies – Puits 6 & 8 / Courcelles-Fosses
- 252: Piéton – Puits 1
- 260: Monceau-Formation – Charleroi-Ouest
- 260A: Monceau-Formation – Amercœur (Centrale) / Port de Dampremy
- 269: Feluy – Parc industriel de Feluy
- 270: Ruisbroek (ligne 52) – Parc industriel de Ruisbroek
- 271: Leman – Flémalle-Espérance
- 272: Heule – Kuurne (Courtrai)
- 273: Balen-Werkplaatsen – Lommel-Maatheide
- 276: Familleureux – Parc industriel de Seneffe-Manage
- 280: Ninove – Zoning industriel
- 283: Ronet – Atelier Central Salzinnes
- 285: Val-Saint-Lambert – Parc industriel d'Hermalle-sous-Huy
- 286: Frasnes – Parc industriel de Mariembourg
- 287: Ath – Ghislenghien
- 288: Floreffe – Parc industriel de la Basse-Sambre
- 289: Saint-Lambert - Zoning de Gantaufet

### Lignes en construction
- 25N: Ligne rapide entre Schaerbeek et Malines via la berme centrale de l'E19.
- Projet Diabolo: liaison et élargissement de la connexion de l'aéroport de Bruxelles, entre la ligne 36 et la future ligne 25N.
- Mise à quatre voies de la ligne 50A entre Gand et Bruges
- Travaux RER dans et autour de Bruxelles:
  - mise à quatre voies et augmentation de la vitesse de la ligne 161 de Watermael à Ottignies
  - mise à quatre voies et augmentation de la vitesse de la ligne 124 de Uccle à Nivelles
  - tunnel Schuman – Josaphat (ligne 26)

### Lignes principales et secondaires hors service
- 14 : Anvers-Berchem – Lierre (Actuellement partie de la ligne 15)
- 18 : Genk-Goederen – Neerpelt – Achel - Frontière néerlandaise (Eindhoven)
- 22 : Tirlemont – Drieslinter – Diest
- 23 : Drieslinter – Saint-Trond – Tongres
- 24A : Montzen – Ronheide
- 25A : Malines – Anvers-Sud
- 30 : Zichem – Montaigu
- 31 : Liers – Rocourt (converti en RAVeL)
- 32 : Ans – Flémalle-Haute
- 32A : Glain – Charbonnages Espérance et Gosson
- 32B : Ans-Plateau – Charbonnages Bonne Fortune et Bonnier
- 33 : Ancien nom de la 32A
- 33A : Ancien nom de la 32B
- 36B : Fexhe-le-Haut-Clocher – Ans
- 38 : Chênée – Plombières (converti en RAVeL)
- 38A : Battice – Verviers
- 39A : Moresnet – La Calamine
- 41 : Liège-Guillemins – Rivage
- 40A : Froidmont – Liège-Longdoz
- 44A : Spa-Géronstère - Stavelot (Prolongement de la ligne 44; pré-RAVeL)
- 45 : Waimes – Trois-Ponts (anciennement, Vennbahn : "Exploitation touristique", converti en RAVeL)
- 45A : Losheimergraben – Wévercé (anciennement, Vennbahn : "Exploitation touristique")
- 46 : Lommersweiler – Steinebrück – Frontière allemande (converti en RAVeL)
- 47 : Saint-Vith – Lengeler – Frontière luxembourgeoise (converti en RAVeL)
- 47A : Vielsalm – Born (converti en RAVeL)
- 54 : Saint-Nicolas - Saint-Gilles-Waes - Frontière direction Terneuzen
- 56 : Grembergen – Saint-Nicolas
- 57 : Alost - Oudegem
- 57A : Lokeren – Moerbeke-Waes
- 58 : Bruges - Maldegem
- 58A : Gand-Zeehaven – Gand-Rabot
- 59 : Anvers-Linkeroever - Zwijndrecht
- 59 : Gand-Dampoort - Destelbergen
- 61 : Mortsel-Oude-God - Kontich-Dorp - Boom - Willebroek - Londerzeel - Alost
- 61 : Kontich Dorp - Kontich Kazerne
- 62 : Moerbeke - Saint-Gilles-Waes
- 62 : Ostende – Thourout
- 63 : Thourout - Kortemark - Ypres
- 64 : Ypres - Roulers
- 65 : Roulers - Menin - Frontière (direction Tourcoing FR)
- 65A : Menin (Menen) - Tourcoing FR
- 66A : Ingelmunster - Waregem - Anzegem
- 67 : Comines – Le Touquet (France)
- 67B : Warneton – Nieuwkerke (Utilisée durant la première guerre mondiale)
- 70 : Comines – Lille (France)
- 71 : Menin - Haluin - Tourcoing FR (plus tard 65A, prolongement de la 65)
- 72 : Gand-Saint-Pierre – Deinze
- 73A : Tielt - Ingelmunster
- 74 : Kaaskerke – Nieuwpoort-Bad
- 76 : d'Adinkerque à Poperinge[1] (créée en 1915, fermée en 1942 et détruite depuis)
- 77 : Saint-Gilles-Waes – Zelzate
- 77 : Kallo – Bundel Zuid
- 77A : Lokeren – Moerbeke
- 79 : Blaton – Quevaucamps
- 80 : Blaton – Bernissart
- 81 : Blaton – Ath
- 83 : Courtrai – Renaix
- 85 : Roubaix (France) – Leupegem
- 87 : Bassily – Tournai (converti en RAVeL)
- 88 : Antoing – Saint-Amand (France) (converti en RAVeL)
- 88A : Tournai – Orchies (France)
- 92 : Péruwelz – Somain (France) (converti en RAVeL)
- 94 : Hal-Ath-Tournai
- 98 : Mons – Quiévrain (converti en RAVeL)
- 98A : Dour – Cambrai (France) (converti en RAVeL)
- 99 : Saint-Ghislain – Warquignies
- 102 : Saint-Ghislain – Frameries
- 107 : Écaussinnes-Carrières – Saint-Vaast
- 109 : Mons - Chimay
- 110 : Piéton – Bienne-lez-Happart
- 111 : Thuillies – Laneffe (converti en RAVeL)
- 112 : ancien tronçon Marchienne-au-Pont - Fontaine-l'Évêque - Piéton (dévié vers Forchies-la-Marche)
- 112A : Roux – Piéton (converti en RAVeL)
- 114 : Soignies – Houdeng-Gœgnies
- 119 : Luttre - Châtelet (converti en RAVeL)
- 119A : Jumet – Marchienne-Est
- 120 : Luttre – Trazegnies
- 121 : Lambusart – Roux
- 124B : Baulers – Nivelles
- 124C : Baulers – Nivelles
- 131 : Gilly Sart Culpart – Bois de Nivelles
- 132 : ancien tronçon Walcourt - Cerfontaine - Mariembourg (dévié vers Philippeville)
- 133 : Couillet-Centre – Jamioulx
- 135 : Walcourt – Florennes
- 136 : Rossignol (Walcourt) – Florennes (courte section intégrée à la nouvelle Ligne 132)
- 136A : Ermeton-sur-Biert – Stave
- 136B : Hemptinne – Senzeille
- 137 : Acoz – Mettet
- 138 : Châtelet - Acoz - Morialmé (en cours de conversion en RAVeL)
- 138A : Florennes – Doische – France
- 140A : Châtelet – Lodelinsart
- 142 : Namur – Tirlemont (converti en RAVeL)
- 142A : Namur – Saint-Servais
- 143 : Noville-Taviers – Ambresin
- 148 : Landen – Gembloux
- 156 : Hastière – Mariembourg
- 160 : Bruxelles-Luxembourg – Tervuren
- 161A : Bruxelles-Luxembourg – Watermael
- 161B : Groenendael – Groenendaal-Renbaan
- 163A : Gare de Bertrix – Muno – France (converti en RAVeL)
- 164 : Bastogne – Benonchamps – Frontière luxembourgeoise (converti en RAVeL)
- 171 : Athus – France (intégrée à la Ligne 167)

### Lignes industrielles (numérotées 2xx) hors service
- 201: Bruges-Dijk – Bruges-Zeehaven
- 203: Wondelgem – Wondelgem-connexion
- 205: Lierre – Oelegem
- 206: Waregem – Gaverbeek
- 210: Ans – Saint-Nicolas
- 212: Glain – Gosson
- 213: Ans-Plateau – Bonnier
- 229: Zwijndrecht-Fort – Bundel-Zuid
- 235: 98C – Raccordement Craibel
- 240: Haine-Saint-Pierre –…
- 241: Leval – Centrale électrique de Péronnes-lez-Binche
- 242: Faisceau Criquelion – Darse-Sud
- 246: 98C Levant
- 247: Ghlin – Darse-Sud / Rivage de Jemappes
- 248: Piéton – Puits 17
- 250: Piéton – Puits 10 / Monceau-Fontaine
- 251: Bois-des-Vallées – Charbonnages d'Anderlues
- 253: Ateliers Infrabel de Bascoup – Terril Sainte-Henriette
- 254: Bascoup – Trazegnies
- 256: Ransart – Masses-Diarbois
- 257: Noir-Dieu – Charleroi-Charleroi
- 258: Noir-Dieu – Le Vieux-Campinaire
- 259: Ransart – Le Vieux Campinaire
- 260B: Docherie – St-Auguste
- 260D: Providence – Providence Gare privée
- 260E: Tréfilerie – St-Théodore
- 261: Couillet-Centre – Marcinelle-Haies
- 262: Dampremy-Charbonnage – raccordement verres spéciaux
- 263: Charleroi-Nord – Gilly 4 Bras
- 264: Lodelinsart – Jumet-Coupe / Mambourg
- 265: Bellecourt – Raccordement Wuyckens / La Brugeoise & Nivelles
- 266: Courcelles-Centre – Puits 4 (converti en RAVeL)
- 267: Martinet – Puits 3 Monceau-Fontaine
- 268A: Marchienne-au-Pont – Puits 2
- 268B: Martinet – Puits 14 Monceau-Fontaine
- 275: Veurne – Lovaart
- 278: Heisbroeck – Sint-Katelijne-Waver-Fort
- 279: Keizerstraat Harelbeke – Industriezone Harelbeke
- 281: Piéton – Anderlues
- 284: Montignies-sur-Sambre – Kaisin

## Lignes de chemins de fer secondaires
Cette section rassemble les lignes de chemins de fer secondaires (chemins de fer vicinaux, tramways et métros) et industrielles qui ne font pas partie du réseau national.
Les lignes ferrées de la SNCV sont souvent désignées par le numéro de suite de leur tableau horaire repris dans de l'indicateur des chemins de fer belges de 1935 qui utilise pour les lignes vicinales des numéros supérieurs à 250. Toutefois ce numéro de tableau horaire varie selon l'époque d'édition de l'indicateur.
Le numéro de capital constitué pour leur établissement (correspondant au numéro chronologique de la concession), fixe, est parfois utilisé pour identifier les lignes vicinales. Cependant ce numéro de capital présente l'inconvénient qu'une ligne, ses embranchements ou une autre ligne géographiquement liée peuvent avoir été construits avec le même capital.
Le numéro administratif de la ligne, véritable numéro de ligne, utilisé par les administrations a seulement été utilisé dans la communication publique depuis la régionalisation du pays, l'établissement du réseau autonome des voies lentes (RAVeL) partiellement établi sur le site d'anciennes lignes vicinales, l'archivage des documents et le recensement des vestiges de la SNCV.

### Lignes de chemins de fer secondaires en service
- La ligne des grottes de Han, Han-sur-Lesse – Grottes de Han, ancienne ligne 522 (SNCV)

Le chemin de fer vicinal des Grottes de Han mis en service en 1906 est affermé depuis 1955 par la SNCV, puis par SRWT en 1991 (devenue OTW en 2019), à la S.A. pour l'Exploitation du Chemin de Fer Vicinal des Grottes de Han. La déviation du tracé de 1968 vers l'entrée immédiate des grottes réduit la longueur de la ligne de 3,8 km à 3,3 km. Les documents officiels de la SNCV mentionnent par contre une longueur de 5,4 km.
- La ligne Knokke – La Panne, anciennes ligne 311 (SNCV) et ligne 313 (SNCV)

Le Tramway de la côte belge relie Knokke, Ostende et La Panne sur la partie des anciennes lignes vicinales à double voie reliant ces localités. La ligne prolongée en 1998, par un trajet différent de l'ancienne section Adinkerque – La Panne, entre La Panne Esplanade et la gare d'Adinkerque, renommée gare de La Panne, est longue de 69,1 km.
- La ligne Charleroi - Anderlues du métro léger de Charleroi, partie d'une ancienne ligne vicinale

Les lignes M1 et M2 du métro léger de Charleroi, d'une longueur de 17,3 km, circulent en partie sur la section subsistante et progressivement transformée depuis 1983 de la ligne vicinale ayant relié dès 1931 Charleroi, Anderlues, Binche et Mons.
- La ligne Charleroi - Gosselies du métro léger de Charleroi, ancienne ligne 412 (SNCV)

En 2013, la ligne vicinale de 16,6 km entre Charleroi-Central et Gosselies Faubourg de Bruxelles fermée en 1988 est remise en service après reconstruction : c'est historiquement le trajet de la ligne 412 (SNCV) Charleroi Prison – Jumet – Gosselies Calvaire se prolongeant jusqu'à Gosselies Faubourg de Bruxelles par une courte section de l'ancienne ligne 933 (SNCV) Courcelles – Gosselies Calvaire – Mellet – Incourt. Cette ligne établie majoritairement sur la voie publique dès qu'elle quitte la boucle centrale de Charleroi constitue la ligne M3 du métro léger de Charleroi
- La ligne Charleroi - Gilly Soleilmont du métro léger de Charleroi

La ligne M4 du métro léger de Charleroi, d'une longueur de 8,3 km, en partie mise en service en 1992 et complétée en 2012 reprend l'itinéraire, mais aucunement l'infrastructure, de la ligne de tramway urbain no 2 des Tramways électriques du Pays de Charleroi et extensions (TEPCE) mise en service en 1905 et supprimée en 1974.

### Lignes de chemins de fer secondaires démantelées

#### Lignes SNCV démantelées
- Ligne 111 (SNCV) Anvers – Oostmalle – embranchement vers Hoogstraten / embranchement vers Turnhout (tableaux 255, 256) (capital 1) : 53,3 km (1885-1962)
- Ligne 112 (SNCV) Malines – Putte – Heist-op-den-Berg – embranchement vers Itegem / embranchement vers Westerlo – Oosterlo - Geel – Turnhout (tableaux 281, 284) (capital 12) : 72,3 km (1887-1958)
- Ligne 113 (SNCV) Anvers – Merksem – embranchement vers Schoten - Schotenhof / embranchement vers Kapellen - Putte / embranchement vers Brasschaat – Wuustwezel – frontière (tableau 264) (capital 22) : 38,8 km (1887-1968)
- Ligne 114 (SNCV) Anvers – Ekeren – embranchement Oorderen – Blauwhoef – Zandvliet / embranchement Hoevenen – Blauwhoef – Lillo (tableau 269) (capital 23) : 38,6 km (1887-1961)
- Ligne 115 (SNCV) Anvers – Broechem – embranchement vers Lierre / embranchement vers Zandhoven – Oostmalle (tableau 250) (capital 31) : 38,0 km (1889-1959)
- Ligne 116 (SNCV) Turnhout – Arendonk - frontière (tableau 267) (capital 57) : 5,4 km (1894-1951)
- Ligne 117 (SNCV) Turnhout – Mol – Eindhout – embranchement vers Oosterlo - Westerlo / embranchement vers Zichem (tableau 254) (capital 64) : 56,8 km, dont 4 km de voie à écartement mixte, voie normale et voie métrique, à quatre rails entre Mol et Donk (1895-1958)
- Ligne 118 (SNCV) Brasschaat Polygoon – Brecht – Saint-Léonard – Oostmalle – Herentals – Westerlo (tableau 262) (capital 70) : 52,0 km (1896-1951)
- Ligne 119 (SNCV) Anvers – Aartselaar – embranchement vers Reet – Rumst / embranchement vers Boom – Rumst – embranchement vers Malines / embranchement vers Duffel – Lierre (tableaux 268, 274) (capital 77) : 40,5 km (1900-1966)
- Ligne 120 (SNCV) Turnhout – Beerse – embranchement vers Merksplas – Hoogstraten – Meersel – frontière / embranchement vers Merksplas – Rijkevorsel / embranchement vers Rijkevorsel – Saint-Léonard (tableaux 258, 259) (capital 84) : 42,3 km (1899-1949)
- Ligne 121 (SNCV) Iteghem – Zandhoven (tableau 279) (capital 105) : 18,3 km (1902-1951)
- Ligne 122 (SNCV) Turnhout – Poppel – frontière (tableau 265) (capital 133) : 21,6 km (1904-1951)
- Ligne 123 (SNCV) Lierre – Putte – Tremelo – Werchter (tableau 253) (capital 147) : 24,5 km (1908-1947)
- Ligne 124 (SNCV) Malines – Tremelo – Aarschot (tableau 276) (capital 148) : 30,9 km (1909-1958)
- Ligne 125 (SNCV) Aarschot – Westerlo (tableau 275) (capital 154) : 14,9 km (1911-1953)
- Ligne 126 (SNCV) Nouvelles lignes électriques urbaines de Malines (tableau 282) (capital 184) : 3,3 km (1913-1956)
- Ligne 211 (SNCV) Gand – Zomergem – Ursel (tableau 373) (capital 8) : 21,1 km (1887-1959)
- Ligne 212 (SNCV) Gand – Oostakker – Zaffelare (tableau 374) (capital 19) : 16,5 km (1888-1958)
- Ligne 213 (SNCV) Deinze – Oudenaarde (tableau 369) (capital 28) : 19,0 km (1888-1943)
- Ligne 214 (SNCV) Gand – Wetteren – Overmere – Zele – Hamme (tableau 387) (capital 38) : 37,5 km (1891-1958)
- Ligne 215 (SNCV) Eeklo – Watervliet – embranchement Waterland-Oudeman / embranchement frontière néerlandaise (tableau 345) (capital 39) : 15,8 km (1891-1950)
- Ligne 216 (SNCV) Saint-Nicolas – Kieldrecht – Doel (tableau 367) (capital 59) : 23,2 km (1893-1944)
- Ligne 217 (SNCV) Gand – Ledeberg – Merelbeke (tableau 379) (capital 79) : 7,4 km (1898-1955)
- Ligne 218 (SNCV) Aalter – Eeklo (tableau 344) (capital 98) : 12,6 km (1900-1949)
- Ligne 219 (SNCV) Zaffelare – Lokeren – Overmere (tableau 374) (capital 100) : 20,7 km (1901-1942)
- Ligne 220 (SNCV) Wetteren – Oordegem – Sint-Lievens-Houtem – Zottegem (tabeaux 383, 385) (capital 102) : 20,5 km (1903-1955)
- Ligne 221 (SNCV) Geraardsbergen – Nederbrakel – Oudenaarde (tableau 370) (capital 103) : 29,5 km (1905-1943)
- Ligne 222 (SNCV) Antwerpen Linkeroever – Temse – Hamme – Baasrode Veer (capital 110) : 36,3 km (1904-1959)
- Ligne 223 (SNCV) Gand – Lochristi (tableau 381) (capital 126) : 9,9 km (1903-1958)
- Ligne 224 (SNCV) Gand – Merelbeke – Sint-Lievens-Houtem – Herzele – Geraardsbergen (tableau 376) (capital 128) : 36,8 km (1907-1955)
- Ligne 225 (SNCV) Gand – Everghem – Bassevelde (tableau 375) (capital 136) : 25,8 km (1910-1959)
- Ligne 226 (SNCV) Gand – Drongen – Nevele – Ruiselede (tableau 377) (capital 158) : 26,6 km (1909-1959)
- Ligne 227 (SNCV) Moerbeke – frontière néerlandaise (tableau 382) (capital 185) : 5,7 km (1919-1950)
- Ligne 228 (SNCV) Nouvelles jonctions électrifiées raccordant les lignes interlocales à la gare de Gand-Saint-Pierre et reliant les lignes de l'est et de l'ouest par la jonction Gent Rabot - Gent Dampoort
- Ligne 311 (SNCV) Ostende - (embranchement vers Mariakerke Dorp – Westende Dorp - Lombardsijde) / (embranchement vers Mariakerke Bad – Westende Bad - Lombardsijde) - Lombardsijde - Nieuwpoort Stad - embranchement vers Oostduinkerke Stad - Koksijde Dorp – Veurne / embranchement vers Nieuwpoort Bad - Oostduinkerke Bad - Koksijde Bad - La Panne - Adinkerque et jonctions Oostduinkerke Bad - Oostduinkerke Stad et Koksijde Bad - Koksijde Dorp (tabeaux 348, 349) (capitaux 2, 142, 193, 201) : environ 66 km (1885- partiellement en service)
- Ligne 312 (SNCV) Tielt - Ruiselede - Aalter (tableau 344) (capital 6) : 18,1 km (1886-1953)
- Ligne 313 (SNCV) Embranchement Ostende – Bredene dorp vers Le Coq / embranchement Ostende – Bredene-aan-zee vers Le Coq - Le Coq - Heist - Knokke - embranchement vers Oosthoek - Retranchement / embranchement vers Westkapelle - Westkapelle - embranchement vers L'Écluse / embranchement vers Bruges et jonction Bredene Dorp – Bredene-aan-Zee (tableaux 333, 334, 350) (capitaux 7, 37) : 74,1 km (1886- partiellement en service)
- Ligne 314 (SNCV) Veurne – Oostvleteren – Elverdinge - Ypres (tableau 360) (capital 29) : 36,9 km (1889-1953)
- Ligne 315 (SNCV) Hooglede – Roeselare - Ardooie - Zwevezele - Tielt (tableau 331) (capital 33) : 32,8 km (1889-1952)
- Ligne 316 (SNCV) Courtrai – Gullugem - Menin - Geluwe - Wervik (tableau 366) (capital 41) : 29,1 km (1892-1957)
- Ligne 317 (SNCV) Bruges – Zwevezele (tableau 329) (capital 65) : 20,0 km (1896-1952)
- Ligne 318 (SNCV) Ypres – Kemmel – embranchement Waasten / embranchement Nieuwkerke - Steenwerck (tableau 361) (capital 75) : 30,2 km (1897-1951)
- Ligne 319 (SNCV) Aarsele - Courtrai - Mouscron – embranchement Menin / embranchement Mont-à-Leux (tableaux 355, 363, 365) (capital 85) : 50,9 km (1900-1958)
- Ligne 320 (SNCV) Dixmude – Merkem – embranchement vers Ypres / embranchement vers Poperinge (tableau 357) (capital 107) : 41,8 km (1906-1953)
- Ligne 321 (SNCV) Bruges – Knesselare – Ursel (tableau338) (capital 113) : 20,5 km (1904-1957)
- Ligne 322 (SNCV) Poperinge – Veurne – La Panne (tableau 353) (capital 115) : 46,2 km (1901-1954)
- Ligne 323 (SNCV) Bruges – Middelburg - Aardenburg (tableau 341) (capital 119) : 21,9 km (1904-1943)
- Ligne 324 (SNCV) Ypres – Geluwe (tableau 354) (capital 121) : 17,7 km (1905-1949)
- Ligne 325 (SNCV) Ostende – Leke – Dixmude (tableau 351) (capital 132) : 26,1 km (1907-1951)
- Ligne 326 (SNCV) Bruges – Ichtegem - Leke (tableau 342) (capital 137) : 32,9 km (1910-1951)
- Ligne 327 (SNCV) Roeselare – embranchement vers Staden – Bikschote / embranchement vers Westrozebeke - Langemark (tableaux 352, 356) (capital 150) : 39,9 km (1911-1951)
- Ligne 328 (SNCV) Courtrai – Bellegem – Espierres – Pecq (tableau 372) (capital 151) : 18,8 km, dont 4,2 km de voie à écartement mixte, voie normale et voie métrique, à quatre rails entre Spiere et Warcoing (1909-1955)
- Ligne 329 (SNCV) Ardooie – Izegem (tableau 330) (capital 152) : 6,5 km (1910-1952)
- Ligne 330 (SNCV) Izegem – Gullegem – Wevelgem (tableau 330) (capital 153) : 14,0 km (1911-1952)
- Ligne 331 (SNCV) Courtrai – Deerlijk – Berchem (tableau 371) (capital 166) : 24,3 km (1912-1958)
- Ligne 332 (SNCV) Nouvelles lignes électriques de Bruges (tableau 337) (capital 178) : 5,7 km (1910-1956)
- Ligne 411 (SNCV) Charleroi Sud – Mont-sur-Marchienne Gadin (tableau 438) (capital 9) : 4,3 km (1887-1962)
- Ligne 412 (SNCV) Charleroi Prison – embranchement vers la première boucle de Jumet (Fond Beghin – Gohyssart – Heigne – Charleroi) / embranchement vers la deuxième boucle de Jumet (Damprémy Ravin – Gohyssart – Jumet Chef-lieu – Charleroi) / ligne principale vers Lodelinsart Bon Air – Lodelinsart Saint-Antoine – embranchement vers Jumet Hamendes – Ransart / ligne principale vers Gosselies Calvaire (tableau 440) (capitaux 10, 139) : 20,9 km (1887- partiellement en service entre Charleroi et Gosselies)
- Ligne 413 (SNCV) Charleroi Prison – Marchienne – embranchement Montigny-le-Tilleul – Bomerée / embranchement Monceau-sur-Sambre (tableau 437) (capital 11) : 11,4 km (1887-1968)
- Ligne 414 (SNCV) Saint-Ghislain – Tertre – embranchement vers Baudour / embranchement vers Hautrage – Hautrage – embranchement vers Boussu / embranchement vers Stambruges (tableaux 421, 422) (capital 25) : 32,2 km (1891-1968)
- Ligne 415 (SNCV) Mons – embranchement vers Nimy – Maisières – Casteau / embranchement vers Saint-Symphorien – Bray / embranchement vers Ghlin – Baudour / embranchement vers Havré (tableaux 390, 413) (capital 27) : 51,7 km (1887-1973)
- Ligne 416 (SNCV) Quiévrain – Baisieux – Roisin (tableau 412) (capital 35) : 11,7 km (1890-1955)
- Ligne 417 (SNCV) Lodelinsart Bon Air – Gilly – Châtelet (tableaux 434, 435) (capital 40) : 8,1 km (1891-1967)
- Ligne 418 (SNCV)

+ La Louvière – embranchement vers La Croyère – La Croyère – embranchement vers Familleureux / embranchement vers Fayt-lez-Seneffe
+ La Louvière – embranchement vers Pont Brogniez via Baume – Pont Brogniez – embranchement vers Haine-Saint-Pierre / embranchement vers Jolimont – Jolimont – embranchement vers Fayt-lez-Seneffe – Manage / embranchement vers Mariemont – Mariemont – embranchement vers Morlanwelz – Chapelle-lez-Herlaimont / embranchement vers Carnières
+ La Louvière – embranchement vers Haine-Saint-Pierre via Houssu
+ La Louvière – embranchement vers Houdeng-Goegnies – Houdeng-Goegnies – embranchement vers Bracquegnies / embranchement vers Le Roeulx
(tableaux 424, 447) (capitaux 43, 124, 145) : (1891-1972)
- Ligne 419 (SNCV) Montigny-le-Tilleul – Thuillies (tableau 437) (capital 62) : 11,3 km (1895-1968)
- Ligne 420 (SNCV) Lens – Thoricourt Noir Jambon – embranchement vers Enghien / embranchement vers Horrues – Soignies (tableau 405) (capital 66) : 19,1 km (1898-1957)
- Ligne 421 (SNCV) Boussu Canal – Dour – Fayt-le-Franc (tableau 400) (capital 67) : 15,6 km (1896-1970)
- Ligne 422 (SNCV) La Louvière – Saint-Vaast – embranchement vers Bracquegnies / embranchement vers Trivières – Trivières – embranchement vers Bray – Estinnes-au-Mont / embranchement vers Péronnes – Binche (tableau 449) (capaital 89) : 22,5 km (1903-1993)
- Ligne 423 (SNCV) Charleroi Sud – Marcinelle – embranchement vers Mont-sur-Marchienne Point du Jour / embranchement vers Nalinnes (tableau 438) (capital 92) : 18,4 km (?-1968)
- Ligne 424 (SNCV)

+ Tournai – embranchement vers Kain – Frasnes – Mainvault – Ath
+ Tournai – embranchement vers Templeuve – Toufflers
+ Tournai – embranchement vers Peruwelz
+ Tournai – embranchement vers Hertain
+ Tournai – embranchement vers Rumillies
+ Tournai – embranchement vers Pecq
(tableaux 401, 402, 404, 406, 409, 410, 420) (capital 95) : 135,8 km (1901-1954)
- Ligne 425 (SNCV) = ligne 517 (SNCV)
- Ligne 426 (SNCV) Bauffe – Lens – Baudour (tableau 421) (capital 101) : 13,9 km, dont 2,0 km de voie à écartement mixte, normal et métrique, à quatre rails entre Baudour Village et Baudour Gare (1899-1958)
- Ligne 427 (SNCV) Horrues – Neufvilles – Casteau (tableau 392) (capital 104) : 17,3 km, dont 6,0 km de voie à écartement mixte, normal et métrique, à quatre rails entre Neufville et Neufville Carrières (1901-1958)
- Ligne 428 (SNCV) Casteau – Bracquegnies (tableau 392) (capital 125) : 12,0 km (1905-1957)
- Ligne 429 (SNCV)

+ Mons – Cuesmes – Frameries – embranchement vers Eugies – Wasmes / embranchement vers Pâturages
+ Quaregnon – Pâturages – Wasmes – embranchement vers Eugies / embranchement vers Hornu – Saint-Ghislain
+ Mons – Harveng – Quévy – Aulnois
+ Eugies – Sars-la-Bruyère – Aulnois
+ Frameries – Harveng – Givry – Estinnes-au-Mont
(tableaux 391, 393, 394, 395, 407, 408) (capital 127) : 65,5 km (1905-1970)
- Ligne 430 (SNCV) Chapelle-lez-Herlaimont – Trazegnies – Souvret – Fontaine-l’Évêque – Anderlues – embranchement vers Carnières / embranchement vers Thuin / embranchement vers Binche (tableaux 443, 444) (capitaux 155, 157, 167) : 39,8 km (1911- partiellement en service entre Fontaine-l'Évêque et Anderlues)
- Ligne 431 (SNCV) Binche – Solre-sur-Sambre – embranchement vers Bersillies-l’Abbaye / embranchement vers Montignies-Saint-Christophe (tableau 450) (capital 159) : 23,7 km (1912-1954)
- Ligne 432 (SNCV) Mainvault – Ligne – Quevaucamps – Grandglise et Pommeroeul – Quiévrain (tableau 411) (capital 162) : 35,8 km (1916-1958)
- Ligne 433 (SNCV) Flobecq – Grammont (tableau 370) (capital 183) : 15,5 km, dont 1,5 km de voie à écartement mixte, voie normale et voie métrique, à trois rails entre Goeferdinge et Grammont (1929-1958)
- Ligne 434 (SNCV) ?
- Ligne 435 (SNCV) Gilly Haies – Jumet Hamendes – Ransart Masse Diarbois (tableaux 434, 435) (capital 198) : 2,7 km (1918-1968)
- Ligne 436 (SNCV) Trazegnies – Courcelles (capital 196) : (1929-1988)
- Ligne 437 (SNCV) Marchienne-au-Pont – Roux – embranchement vers Souvret / embranchement vers Courcelles (capital 202) : (1934-1988)
- Ligne 511 (SNCV) Eghezée – Forville – Bierwart – Andenne (tableau 525) (capital 3) : 9,7 km (1886-1967)
- Ligne 512 (SNCV) Jambes – Samson – Andenne – Ben-Ahin – Huy (tableaux 534, 537) (capital 15) : 31,6 km (1887-1959)
- Ligne 513 (SNCV) Embranchement Onoz – Spy vers Namur / embranchement Saint-Gérard – Lesve – Malonne vers Namur – Namur – embranchement vers Jambes / embranchement vers Wépion – Profondeville (tableaux 539, 544 et 548) (capitaux 50, 56) : 49,9 km (1892-1959). Ce numéro de ligne englobe également les lignes électriques du réseau urbain de Namur (tableau 548) (capital 140) : 23,9 km (1909-1952)
- Ligne 514 (SNCV) Andenne – Ohey – Sorée – Ciney (tableau 526) (capital 52) : 30,5 km (1893-1959)
- Ligne 515 (SNCV) Eghezée – Saint-Denis-Bovesse (tableau 532) (capital 63) : 16,6 km (1895-1958)
- Ligne 516 (SNCV) Onoz – Fleurus (tableau 539) (capital 71) : 11,8 km (1898-1959)
- Ligne 517 (SNCV) Chimay – Cul-des-Sarts – Petite Chapelle – Couvin (tableau 453) (capitaux 97, 109) : 43,2 km, dont 5,5 km de voie à écartement mixte, normal et métrique, à quatre rails entre Chimay et Forges (1903-1960)
- Ligne 518 (SNCV) Rochefort – Han-sur-Lesse – Wellin – Halma – Graide (tableau 521) (capital 112) : 40,1 km (1904-1957)
- Ligne 519 (SNCV) Florennes – Dinant (tableau 556) (capital 116) : 25,1 km (1905-1947)
- Ligne 520 (SNCV) Lesves – Warnant (tableau 546) (capital 123) : 18 km (1901-1960)
- Ligne 521 (SNCV) Courrière – Ben-Ahin (tableau 550) (capital 131) : 24,5 km (1907-1958)
- Ligne 523 (SNCV) Olloy – Oignies (tableau 451) (capital 160) : 10,0 km (1911-1956)
- Ligne 524 (SNCV) Gedinne – Vresse – embranchement vers Membre – Bohan / embranchement vers Alle-sur-Semois (tableau 553) (capital 161) : 36,2 km (1913-1955)
- Ligne 525 (SNCV) Châtelet – Fosses (tableau 425) (capital 170) : 15,3 km (1915-?)
- Ligne 526 (SNCV) Taviers – Ambresin (tableau 535) (capital 194) : 9,4 km, dont 3,2 km de voie à écartement mixte, normal et métrique, à trois rails entre Taviers et Boneffe (1925-1956)
- Ligne 611 (SNCV) Melreux - La Roche (tableau 500) (capital 4) : 19,3 km (1886-1959)
- Ligne 612 (SNCV) Freux - Poix (tableau 509) (capital 5) : 17,1 km (1886-1959)
- Ligne 613 (SNCV) Bourcy - Houffalize (tableau 504) (capital 26) : 11,5 km (1889-1959)
- Ligne 614 (SNCV) Paliseul - Bouillon (tableau 510) (capital 34) : 15,2 km (1890-1960)
- Ligne 615 (SNCV) Arlon - Ethe (tableau 502) (capital 45) : 22,1 km (1892-1937)
- Ligne 616 (SNCV) Grupont – Wellin (tableau 520) (capital 49) : 13,8 km (1894-1958)
- Ligne 617 (SNCV) Poix - Paliseul (tableau 510) (capital 93) : 28,2 km (1903-1959)
- Ligne 618 (SNCV) Marche - Amberloup - Martelange (tableau 516) (capital 94) : 81,4 km (1900-1960)
- Ligne 619 (SNCV) Vielsalm - Lierneux (tableau 499) (capital 114) : 15,3 km (1904-1959)
- Ligne 620 (SNCV) Melreux - Comblain-la-Tour (tableau 579) (capital 134) : 61,5 km (1908-1959) partiellement exploitée par le Tramway touristique de l'Aisne.
- Ligne 621 (SNCV) Bouillon - Corbion - Pussemange (tableau 510) (capital 135) : 21,3 km (1907-1960)
- Ligne 622 (SNCV) Etalle - Villers-devant-Orval (tableau 523) (capital 141) : 31,2 km (1908-1935)
- Ligne 623 (SNCV) Amberloup - Freux - Libramont (tableau 503) (capital 143) : 20,3 km (1910-1959)
- Ligne 624 (SNCV) Martelange - Arlon (tableau 517) (capital 149) : 30,3 km (1910-1952)
- Ligne 625 (SNCV) Marbehan - Sainte-Cécile (tableau 558) (capital 163) : 30,4 km (1911-1940)
- Ligne 711 (SNCV) Poulseur – Sprimont – Trooz (tableau 458) (capitaux 17, 118) : 22,2 km uniquement à voie normale (1887-1965)
- Ligne 712 (SNCV) Statte – Wanze – Vinalmont – Omal – Waremme (tableau 470) (capital 20) : 25,9 km (1889-1957)
- Ligne 713 (SNCV) Clavier – Val-Saint-Lambert (tableau 456) (capital 30) : 25,0 km (1890-1958)
- Ligne 714 (SNCV) Dolhain – Goe – Membach – Eupen (tableau 573) (capital 36) : 9,2 km uniquement à voie normale (1891-1963)
- Ligne 715 (SNCV) Waremme – Oreye (tableau 471) (capital 48) : 10,0 km (1892-1959)
- Ligne 716 (SNCV) Ans – Alleur – Oreye – Saint-Trond (tableaux 473, 476) (capital 53) : 34,7 km (1890-1959)
- Ligne 717 (SNCV) Clavier – Warzée – Comblain-au-Pont (tableau 457) (capital 60) : 26,2 km, dont 13,5 km de voie à écartement mixte, voie normale et voie métrique, à quatre rails entre Comblain-au-Pont et Ouffet (1895-1958)
- Ligne 718 (SNCV) Fexhe-le-Haut-Clocher – Tongres (tableau 480) (capital 69) : 18,7 km (1897-1956)
- Ligne 719 (SNCV) Liège – Barchon – Blegny – Warsage – Fouron-le-Comte (tableau 466) (capital 73) : 30,7 km (1898-1958)
- Ligne 720 (SNCV) Liège – Liège Sainte-Walburge - embranchement vers Vottem / embranchement vers Rocourt – Wihogne – Tongres (tableau 467) (capital 87) : 22,7 km (1899-1961)
- Ligne 721 (SNCV) Liège – Saint-Gilles – embranchement vers Tilleur / embranchement vers Montegnée – Montegnée – embranchement vers Grâce-Berleur – Hollogne-aux-Pierres / Embranchement vers Ans (tableaux 469, 476) (capital 90) : 17,0 km (1901-1960)
- Ligne 722 (SNCV) Statte – Wanze – Envoz – Bierwart – Burdinne – embranchement vers Meeffe – Ambresin – Hannut / embranchement vers Huccorgne – Vinalmont (tableaux 530, 572) (capital 117) : 55,4 km (1908-1960)
- Ligne 723 (SNCV) Hannut – Omal – Verlaine – embranchement vers Ampsin / embranchement vers Saint-Georges-sur-Meuse – Saint-Georges-sur-Meuse embranchement vers Engis / embranchement vers Horion – Horion – embranchement vers Fexhe-le-Haut-Clocher / embranchement vers Hollogne-aux-Pierres – Jemeppe-sur-Meuse (tableaux 459, 460) (capital 122) : 72,7 km (1905-1959)
- Ligne 724 (SNCV) Spa - Heusy (tableau 578) (capital 165) : 16,8 km (1909-1952)
- Ligne 725 (SNCV) Warzée – Ougrée (tableau 468) (capital 164) : 21,1 km (1914-1947)
- Ligne 726 (SNCV) Lignes électriques d'Eupen (tableau 577) (capital 195) : (1906-1953)
- Ligne 727 (SNCV) Verviers – Dolhain – Baelen – Eupen (tableau 580) (capital 199) : (1931-1956)
- Ligne 811 (SNCV) Bourg-Léopold – Wijchmaal – Bree – Maaseik (tableau 490) (capital 24) : 40,9 km (1888-1955)
- Ligne 812 (SNCV) Glons – Bitsingen – Kanne – frontière néerlandaise (en direction de Maastricht) (tableau 484) (capital 51) : 16,0 km (1893-1948)
- Ligne 813 (SNCV) Tongres – Riemst – Vroenhoven – embranchement vers Lanaken / embranchement vers la frontière néerlandaise (en direction de Maastricht) (tableau 479) (capital 68) : 22,7 km (1897-1955)
- Ligne 814 (SNCV) Oreye – Borgloon – Kortessem – Hasselt (tableau 495) (capital 81) : 29,8 km (1900-1949)
- Ligne 815 (SNCV) Maaseik – Eisden – Tournebride – frontière néerlandaise (en direction de Maastricht) (tableau 485) (capital 82) : 26,4 km (1898-1955)
- Ligne 816 (SNCV) Hasselt – Zonhoven – embranchement vers Beringen – [[]] / embranchement vers Houthalen - Heusden - Koersel (en direction de la section Beringen – Bourg-Léopold) (tableau 488) (capital 88) : 30,5 km (1899-1955)
- Ligne 817 (SNCV) Tongres – Kortessem (tableau 496) (capital 108) : 12,6 km (1904-1949)
- Ligne 818 (SNCV) Diest – Beringen – Koersel (tableau 478) (capital 138) : 19,8 km (1908-1954)
- Ligne 819 (SNCV) Saint-Trond – Rosoux-Goyez – Hannut (tableau) (capital 146) : 25,5 km (1911-1958)
- Ligne 820 (SNCV) Genk – Zutendaal – embranchement vers Lanaken / embranchement vers Oud-Waterschei / ligne principale vers Bilzen – Riemst – Bitsingen – Houtain-Saint-Siméon – embranchement vers Fexhe-le-Haut-Clocher – Liers – Vottem (en direction de liège) / embranchement vers Herstal - Liège (tableaux 467, 581) (capital 156) : 62,8 km (1910-1959)
- Ligne 821 (SNCV) Hasselt – Bokrijk – Genk – Winterslag – Waterschei – Oud-Waterschei – Genk (capital 200) : (1933-1954)
- Ligne 822 (SNCV) Maaseik – Kessenich (tableau 486) (capital 96) : 7,8 km (1900-1937)
- Ligne 823 (SNCV) Maaseik – Molenbeersel – frontière néerlandaise (vers Weert)(tableau 491) (capital 130) : 11,9 km (1910-1958)
- Ligne 824 (SNCV) Saint-Trond – Herck-la-Ville (tableau 498) (capital 168) : 16,1 km (1913-1948)
- Ligne 825 (SNCV) Hasselt – Herck-la-Ville – Halen (tableau 497) (capital 86) : 18,1 km (1900-1948)
- Ligne 911 (SNCV) Bruxelles – Dilbeek – Schepdaal – Ninove (tableau 288) (capital 13) : 15,9 km (1887-1970)
- Ligne 912 (SNCV) Bruxelles-Midi – La Roue – Leerbeek – Enghien (tableau 291) (capital 16) : 30,9 km (1888-1972)
- Ligne 913 (SNCV) Bruxelles-Nord – Laeken – Grimbergen – Humbeek (tableau 286d) (capital 18) : 21,5 km (1889-1978)
- Ligne 914 (SNCV) Bruxelles-Midi – Saint-Gilles Ma Campagne – embranchement vers Uccle Observatoire / ligne principale vers Uccle Vivier d'Oie – Uccle Vivier d'Oie – embranchement vers Uccle Saint-Job / ligne principale vers Petite-Espinette – Espinette-Centrale – embranchement vers Rhode-Saint-Genèse / ligne principale vers Waterloo – Mont-Saint-Jean (tableau 298) (capitaux 47, 83) : 23,2 km pour la ligne principale, 26,9 km avec les trois embranchements (1894-1970)
- Ligne 915 (SNCV) Groenendaal – Overijse (tableau 293) (capital 55) : 6,7 km (1894 - 1964), ligne à voie normale
- Ligne 916 (SNCV) Grimbergen – Meise – Wolvertem – Londerzeel (tableau 286c) (capital 61) : 12,9 km (1893-1970)
- Ligne 917 (SNCV) Braine-l'Alleud – Mont-Saint-Jean – Rixensart – Wavre (tableau 320) (capital 74) : 21,6 km, dont 6 km de voie à écartement mixte, voie normale et voie métrique, à trois rails entre Maransart et Rixensart (1898-1964)
- Ligne 918 (SNCV) Waterloo Gare – Waterloo Église – Mont-Saint-Jean (capital 83) : 5,5 km (1901-1970)
- Ligne 919 (SNCV) Braine-l'Alleud – Bois-Seigneur-Isaac – embranchement vers Nivelles / embranchement vers Virginal – Planoit – embranchement vers Braine-le-Comte / embranchement vers Rebecq (tableau 316) (capital 106) : 39,1 km (1903-1959)
- Ligne 920 (SNCV) Hal – Leerbeek – Ninove (tableau 287) (capital 111) : 27,0 km (1906-1966)
- Ligne 921 (SNCV) Laeken – Wemmel (tableau 286a) (capital 175) : 3,6 km (1910-1978)
- Ligne 922 (SNCV) Bruxelles-Midi – La Roue – Hal (tableau 292) (capital 191) : 19,7 km (1914-1966)
- Ligne 923 (SNCV) Bruxelles-Nord – Asse – Aalst – Oordegem (tableau 385) (capital 120) : (1904-1970)
- Ligne 924 (SNCV) Bruxelles-Nord – Laeken – Laeken Gros Tilleul – Meise – Wolvertem – Londerzeel : ligne directe vers Londerzeel mise en service en 1935 à la suite de la construction d'une section de 4,9 km reliant Laeken Gros Tilleul sur la ligne 913 et Meise sur la ligne 916 (1935-1970)
- Ligne 926 (SNCV) Wavre – Incourt – Jodoigne (tableau 313) (capital 14) : 28,3 km (1887-1960)
- Ligne 927 (SNCV) Bruxelles (Schaerbeek) – Haecht prolongée vers Malines en 1949 (tableau 295) (capital 32) : 20,8 km jusque Haecht (1890-1960)
- Ligne 928 (SNCV) Louvain – Hamme-Mille – Beauvechain – Jodoigne (tableau 311) (capital 44) : 28,0 km (1892-1953)
- Ligne 929 (SNCV) Bruxelles (Saint-Josse) – Sterrebeek – Vossem (tableau 296) (capital 46) : 16,3 km (1892-1961)
- Ligne 930 (SNCV) Louvain - Tielt - Diest (tableau 322) (capital 58) : 30,1 km (1893-1962)
- Ligne 931 (SNCV) Haecht - Werchter - Aarschot - Tielt - Tirlemont (tableau 305) (capital 72) : 48,0 km (1897-1955)
- Ligne 932 (SNCV) Louvain - Vossem - Tervuren (tableau 309) (capital 76) : 17,2 km (1897-1961)
- Ligne 933 (SNCV) Courcelles - Gosselies - Mellet - Tilly - Chastre - Sart-Risbart - embranchement vers Gembloux / embranchement vers Incourt (tableaux 324, 325, 326) (capital 78) : 67,5 km (1900-1959, sauf la section Courcelles - Gosselies fermée en 1988)
- Ligne 934 (SNCV) Tervuren – Vossem – Sint-Joris-Weert – Hamme-Mille – Beauvechain - Tienen (tableaux 296, 297) (capital 80 et sections communes avec les 44 et 76) (1902-1961) : 39,0 km
- Ligne 935 (SNCV) Embranchement de Jodoigne / Embranchement de Tirlemont - Overhespen - Saint-Trond (tableau 315) (capital 129) : 44,3 km (1907-1961)
- Ligne 936 (SNCV) Lignes électriques du réseau urbain de Louvain (capital 177) : 12 km ne faisant pas partie des lignes interlocales (1912-1952)

#### Lignes diverses démantelées
- Ligne du Chemin de fer de la forêt de Soignes : voie légère de 60 cm d'écartement (type Decauville), 2,5 km (1902-1918)
- Ligne Sourbrodt - Elsenborn : voie légère de 60 cm d'écartement (type Decauville), 3,2 km (1903-1939)[9]
- Ligne Braine-le-Comte - Sablière du Marouset : voie étroite légère (type Decauville), 2,5 km (? -1957)[10]
- Lignes du réseau du Chemin de fer industriel du port de Vilvorde et extensions : voie normale, 120 km (1908-1996)